# Imens bladene falder
Imens bladene falder er en dansk kortfilm fra 2010 med instruktion og manuskript af Andrias Høgenni.

## Handling
Filmen følger en ung hovedperson, der tilsyneladende lider af en række psykiske problemer. Hans mor prøver at beskytte ham så godt som muligt. Men en dag går tingene helt galt, og beslutninger bliver truffet, som ikke kan fortrydes.